# Alberto Merciai
Alberto Merciai (Livorno, 9 giugno 1900 – Campiglia Marittima, 28 febbraio 1971) è stato un calciatore italiano, di ruolo ala.

## Carriera

### Pisa

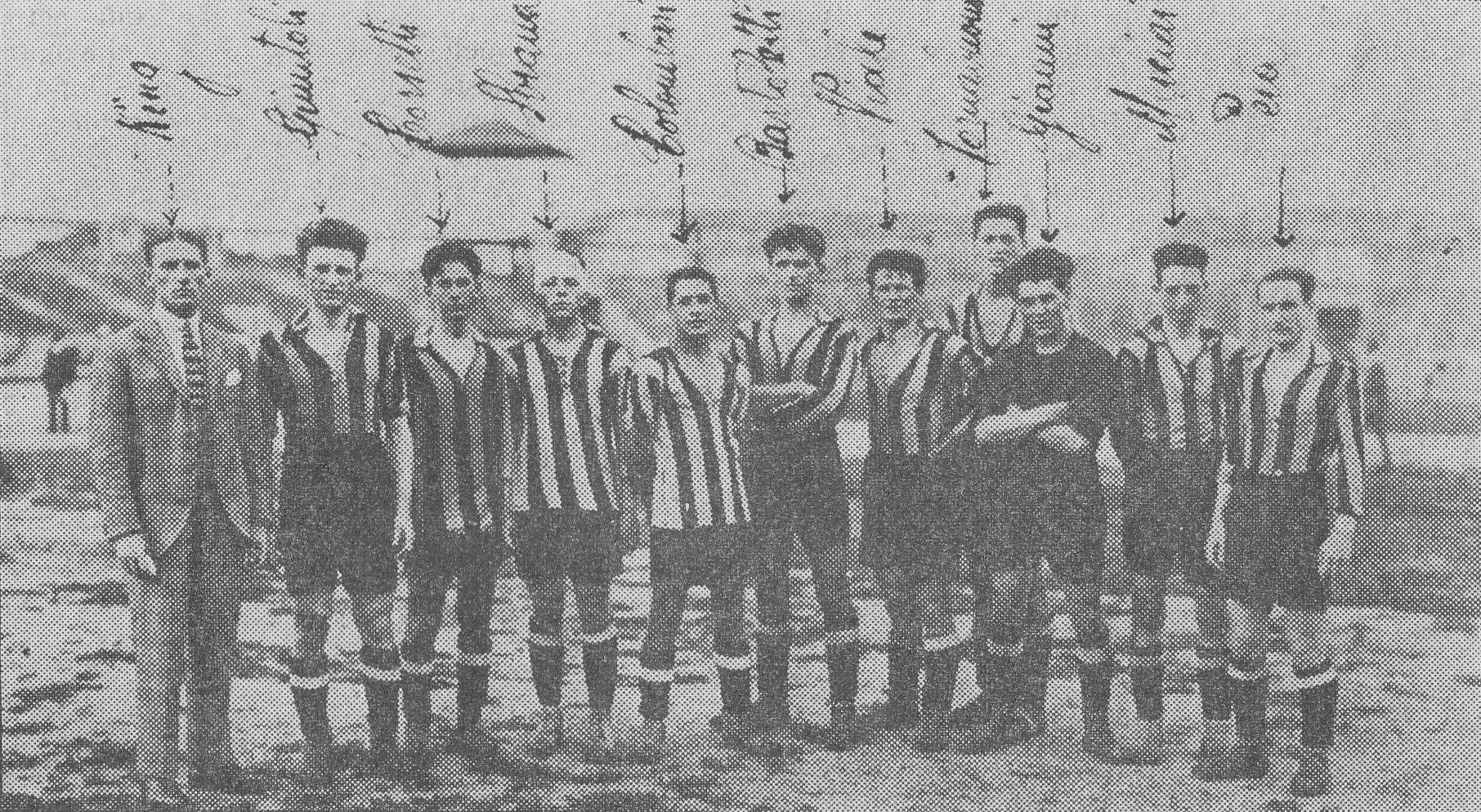
Una formazione del Pisa vicecampione d'Italia. Da sx: l'allenatore Ging, Giuntoli, Corsetti, Sbrana, Colombari, Bartoletti, Viale, Tornabuoni, Gianni, Merciai, Pera.

Inizia la carriera nel Pisa, club con cui raggiunge la finale scudetto della Prima Categoria 1920-1921, persa per 2-1 il 24 luglio 1921 a Torino contro la Pro Vercelli; in quell'anno segnò 3 reti in 7 partite. Nella stagione seguente segnò fra l'altro due reti, una all'andata e una al ritorno, contro l'Inter.
Nel 1929 lascia la compagine toscana, con cui totalizzò in totale 114 presenze e 39 reti, per trasferirsi alla Juventus.

### Juventus
Fece il suo esordio con la Juventus contro la Pro Vercelli il 3 novembre 1929 in una vittoria per 6-1, mentre la sua ultima partita fu contro il Milan il 4 maggio 1930 in un pareggio per 1-1. Nella sua unica stagione bianconera totalizzò 6 presenze senza segnare. La squadra bianco nera chiude al terzo posto in Serie A con 45 punti.

### Fiorentina
Nel 1930 passa alla Fiorentina, che militava nella Serie B 1930-1931. Con i viola gioca un solo incontro il 23 marzo 1931 nel successo per 1-0 contro il Palermo, che comunque gli varrà la vittoria della serie cadetta.
Con la Fiorentina conquistò la vetta della classifica con 46 punti, giunse a pari merito con il Bari, proprio la squadra che tre anni prima aveva strappato il titolo cadetti ai gigliati. Con la squadra viola si guadagnò così la Serie A.

## Statistiche

### Presenze e reti nei club
| Stagione        | Club            | Campionato   | Campionato | Campionato |
| Stagione        | Club            | Comp         | Pres       | Reti       |
| --------------- | --------------- | ------------ | ---------- | ---------- |
| 1920-1921       | Pisa            | 1ª Categoria | 7          | 3          |
| 1929-1930       | Juventus        | Serie A      | 6          | 0          |
| 1930-1931       | Fiorentina      | Serie B      | 1          | 0          |
| Totale carriera | Totale carriera |              | 14+        | 5+         |

## Palmarès
- Campionato italiano di Serie B: 1

Fiorentina: 1930-1931